# Maka Pourtseladzé
Maka Pourtseladzé (en géorgien : მაკა ფურცელაძე, en anglais : Maka Purtseladze ; née le 18 février 1988), est une grand maître international féminine d'échecs géorgienne.

## Palmarès jeune
De 1997 à 2006, Maka Pourtseladzé représente la Géorgie lors des championnats du monde d'échecs juniors et aux championnats d'Europe d'échecs juniors, où elle remporte cinq médailles : 
- l'or en 2005, au championnat du monde, dans la catégorie des filles de moins de 18 ans,
- l'argent en 2003, au championnat d'Europe dans la catégorie des filles de moins de 16 ans et en 2005, dans la catégorie des filles de moins de 18 ans
- le bronze deux fois également : en 2004, au championnat du monde d'échecs juniors dans la catégorie des filles de moins de 16 ans et au championnat d'Europe dans la catégorie des filles de moins de 16 ans).

## Palmarès individuel à l'âge adulte
En 2005, elle partage avec Sopiko Khoukhachvili la première place du championnat de Géorgie d'échecs junior dans la catégorie des filles de moins de 20 ans. En 2006, elle partage avec Lela Javakhichvili et Maïa Lomineichvili la 3e place du championnat de Géorgie d'échecs féminin après les vainqueurs Nino Khourtsidzé et Nana Dzagnidzé.
Maka Pourtseladzé participe à plusieurs reprises au championnat d'Europe d'échecs individuel, en 2005, 2010, 2011 et 2013.
En 2006, Maka Pourtseladzé participe au Championnat du monde d'échecs féminin à élimination directe et perd au premier tour contre Alissa Galliamova.

## Titres internationaux
En 2005, elle reçoit les titres de grand maître international féminin (GMF) et de maître international (MI) mixte, tous les deux la même année.